# روسكو تشانينج
روسكو تشانينج (بالإنجليزية: Roscoe Channing)‏ هو لاعب كرة قدم أمريكية أمريكي، ولد في 7 يناير 1868، وتوفي في 1 أبريل 1961 في توسان في الولايات المتحدة.